# Fundació Suñol
La Fundació Suñol est une entité privée à but non lucratif qui expose au public la collection d’art contemporain propriété de Josep Suñol, composée de plus de 1200 œuvres d’art. Cette fondation cherche également à promouvoir la diffusion et la production artistique d’avant-garde.

## La Collection d'Art Contemporain
La Collection Josep Suñol est composée d’œuvres de Warhol, de Picasso, de Miró, de Dalí, de Tàpies, de Man Ray, de Gargallo, d'Giacometti, de Gordillo, de Zush, de Boetti, de Solano, de Lootz, de Navarro, de Plensa, de García-Alix, de Colomer, d'Abad ou encore de Manils, de Ferran García Sevilla.
Celles-ci sont exposées selon différentes modalités, allant de séquences chronologiques jusqu’aux dialogues et aux interactions entre les œuvres qui composent le fonds de cette collection.

## Nivell Zero
La Fundació Suñol possède aussi un espace multidisciplinaire appelé Nivell Zero, en annexe aux salles de l’exposition et situé à l’intérieur même du pâté de maisons de la Pedrera, qui agit comme un conteneur pour les activités culturelles avec des propositions transversales et temporaires de petites expositions, débats, cycles de poésie, concerts, séminaires, conférences et ateliers.